# 7,1-cm-Kraftwagenflak L/30
Die 7,1-cm-Kraftwagenflak L/30 (Kp), kurz 7,1-cm-Kw.-Flak L/30 (Kp), war eine mobile Flugabwehrkanone des Deutschen Kaiserreiches und wurde vor dem Ersten Weltkrieg entwickelt.

## Entwicklung
Neben der 6,5-cm-Kraftwagenflak L/35 arbeitete die Friedrich Krupp AG an Flugabwehrkanonen auf einem Kraftwagen mit Vierradantrieb und dem größeren Kaliber von 7,1 cm. Im Jahr 1909 konnte dieser Prototyp vorgestellt und getestet werden. Zwar schnitt der Prototyp sehr gut ab, wurde aufgrund des speziellen Kalibers von 7,1 cm nicht weiter verfolgt. Vorgestellt wurde die Waffe als 7,1-cm-Kraftwagenflak L/30 (Kp).

## Technische Beschreibung
Das Geschützrohr der 7,1-cm-Kraftwagenflak L/30 (Kp) war ein Mantelrohr mit einem halbselbstständigen Schubkurbelverschluss, welcher von der rechten Seite aus bedient wurde. Das Abfeuern der Granate konnte von beiden Seiten aus geschehen. Das Geschütz selber stand auf einer Mittelpivotlafette und bestand aus einer Ober- und Unterlafette. Die Unterlafette wurde auf dem Untergestell des Kraftwagens montiert. Die Oberlafette selber war durch die kegelförmige Unterlafette um 360 Winkelgrad drehbar. Die Drehung erfolgte mithilfe eines Schwenkantriebes. An der rechten Seite der Lafette befand sich die Visiereinrichtung. Diese bestand aus einem Zielfernrohr mit einem seitlichen Einblick und einem Beobachtungsfernrohr. Das Richten auf Luftfahrzeuge geschah durch zwei Personen, dem Richtkanonier und einem Beobachter, gegen Erdziele nur durch den Richtkanonier.
Die Rohrwiege lag auf einem zurückverlegten Schildzapfen. Mittels einer Höherichtmaschine konnte damit das Geschütz zwischen 0 und +75 Winkelgrad hoch und runter bewegt werden. Nach der Schussabgabe wurde das Geschützrohr durch einen Luftvorholer in seine Ausgangsposition zurück geschoben. Die verwendete Munition bestand aus Brandgranaten.
Der Kraftwagen 1910 verfügte über einen Vierradantrieb. Der Motor war ein Vierzylinder-Ottomotor 38/70 PS der Daimler-Motoren-Gesellschaft. Damit erreichte das Fahrzeug eine Höchstgeschwindigkeit von 45 km/h auf der Straße. Dieser wurde vorn durch eine Panzerhaube geschützt. Der hintere Wagenaufbau ruhte auf einer Kugelbahn und konnte, zusammen mit der Oberlafette der Flak, seitlich gedreht werden. Der Mannschaftsstand des hinteren Wagenaufbaus war bis zur Brusthöhe gepanzert, um der Besatzung etwas Schutz zu bieten. Innerhalb dieser Panzerung wurden vier Sitze für die Bedienmannschaft montiert. Weiterhin gab es einen Munitionskasten für 70 Granaten.

## Ergebnis
Bei einer Schießübung in Rügenwaldermünde zeigte sich die Überlegenheit der Flak gegenüber provisorischen Geschützen, welche auf umgebauten Lafetten standen und für die Luftabwehr genutzt wurden. Vor allem aber die Kraftwagenflak überzeugte, wie auch der Vierradantrieb des Kraftwagen. Damit war es auch möglich, die Flak fernab einer Straße schnell zum Einsatz zu bringen. Nach der Ansicht der Artillerie-Prüf-Kommission, kurz A.P.K., hatte die Kraftwagenflak ihre Brauchbarkeit durchaus bewiesen. Vor allem war die 7,1-cm-Kraftwagenflak L/30 (Kp) deutlich besser als die 7,5-cm-Flak L/35.
Beim Kaisermanöver 1910 in Ostpreußen konnte die Kraftwagenflak erneut einen Erfolg verbuchen. Dabei konnte sie problemlos Luftschiffe verfolgen, welche in 150 bis 200 m Höhe flogen und eine Geschwindigkeit von 12 bis 15 m/s hatten. Somit war die 7,1-cm-Kraftwagenflak L/30 (Kp) ein guter erster Prototyp für weitere Flugabwehrgeschütze auf Kraftwagen. Das Kaliber von 7,1 cm wurde jedoch aufgrund der geringen Wirkung und speziellen Munition nicht weiter verfolgt.